# Somerset Region
Koordinaten: 27° 14′ S, 152° 25′ O

Die Somerset Region ist ein lokales Verwaltungsgebiet (LGA) im australischen Bundesstaat Queensland. Das Gebiet ist 5373 km² groß und hat etwa 25.000 Einwohner.

## Geografie
Die Region liegt im Südosten des Staats etwa 75 km nordwestlich der Hauptstadt Brisbane.
Größte Stadt und Verwaltungssitz der LGA ist Esk mit etwa 1300 Einwohnern. Zur Region gehören folgende Stadtteile und Ortschaften: Atkinsons Dam, Avoca Vale, Banks Creek, Biarra, Borallon, Braemore, Brightview, Bryden, Buaraba, Caboonbah, Clarendon, Coal Creek, Colinton, Cooeeimbardi, Coolana, Coominya, Cressbrook, Crossdale, Dundas, England Creek, Esk, Eskdale, Fairney View, Fernvale, Fulham, Glamorgan Vale, Glen Esk, Glenfern, Gregors Creek, Haigslea, Harlin, Hazeldean, Ivory Creek, Jimna, Kilcoy, Kingaham, Lake Manchester, Lake Wivenhoe, Lark Hill, Linville, Lockrose, Lower Cressbrook, Lowood, Marburg, Minden, Monsildale, Moombra, Moore, Mount Archer, Mount Beppo, Mount Byron, Mount Hallen, Mount Kilcoy, Mount Stanley, Mount Tarampa, Murrumba, Ottaba, Patrick Estate, Prenzlau, Redbank Creek, Rifle Range, Royston, Sandy Creek, Scrub Creek, Sheep Station Creek, Somerset Dam, Split Yard Creek, Tarampa, Toogoolawah, Vernor, Villeneuve, Wanora, Westvale, Winya, Wivenhoe Hill, Wivenhoe Pocket, Woolmar und Yimbun.

## Geschichte
Die heutige Somerset Region entstand 2008 aus den beiden Shires Esk und Kilcoy.

## Verwaltung
Der Somerset Regional Council hat sieben Mitglieder. Der Mayor (Bürgermeister) und sechs weitere Councillor werden von allen Bewohnern der Region gewählt. Die LGA ist nicht in Wahlbezirke unterteilt.